# Nothing but Trouble
Nothing but Trouble (conocida en Hispanoamérica como Desviación: Valkenvania, El gran lío o Nada Más Que Problemas) es una película estadounidense de 1991 dirigida por Dan Aykroyd en su debut como director. La protagonizan Chevy Chase, John Candy, Demi Moore y el propio Aykroyd.

## Sinopsis
Mientras daba una fiesta en su penthouse en Manhattan, el genio de las finanzas Chris Thorne (Chase) conoce a la abogada Diane Lightson (Moore) y acepta llevarla a Atlantic City para hablar con un cliente al día siguiente. Los clientes de Thorne, los molestos pero ricos hermanos Fausto (brasileño) y Renalda Squiriniszu (argentina), se encuentran con ellos y se unen. Chris se desvía del New Jersey Turnpike, finalmente terminando en el deteriorado pueblo de Valkenvania. Tras saltarse una señal de stop y posteriormente intentar escapar del agente de policía Dennis Valkenheiser (Candy), el grupo es capturado por el juez de 106 años de edad y abuelo de Dennis, Alvin Valkenheiser (Aykroyd). Después de que Chris ofende al juez, él encierra a los yuppies en una sala oculta bajo el tribunal para ser juzgados al día siguiente, y escuchan al juez ejecutar violentamente a un grupo de conductores ebrios en una montaña rusa mortal llamada "Mr. Bonestripper". Chris, Diane y los hermanos van a la cena del juez, enterándose de que el juez los tiene retenidos en venganza por un tratado de carbón por el que la familia Valkenheiser los responsabiliza de ser la causa de su pobreza. El grupo intenta escapar pero son capturados por la nieta muda del juez, Eldona (Candy). Mientras son perseguidos por la prima de Dennis, la señora Purdah, los hermanos hacen un trato para permitirles escapar con Dennis, quien huye con ellos.
El juez retiene a Chris y Diane, pero posteriormente escapan, perdiéndose en los salones ocultos y quedando separados. Diane huye de la casa y va al patio de la propiedad, donde conoce a dos criaturas grotescas llamadas Bobo (Aykroyd) y Lil Debull, los nietos del juez. Ganándose la amistad de las criaturas, Diana ve cómo Eldona destruye el auto de Chris. Chris entra a la casa personal del juez, pero es capturado. Valkenheiser lo castiga de acuerdo con su política, la cual decreta que Chris debe casarse con Eldona. Mientras tanto, en la corte, el grupo musical Digital Underground es retenido por los cargos de andar a alta velocidad, pero son liberados por el juez al quedar satisfecho con la actuación de rap que realizan. También les pide que se queden como invitados para la boda, algo que Chris acepta de mala gana a cambio de su vida, pero es posteriormente capturado rogando a la banda que le ayuden a escapar. Digital Underground se va sin hacerle caso, y un furioso Alvin sentencia a Chris a morir en "Mr. Bonestripper". La máquina se destruye justo en el instante antes de que Chris sea asesinado, lo que le permite escapar. El juez casi mata a Diane con otra máquina, pero Chris la salva a tiempo y ambos saltan a un tren de vuelta a Nueva York. Después de que los dos cuenten su terrible experiencia a las autoridades, la policía local y del estado hacen una redada en el tribunal del juez. Unos agentes piden a Chris y Diane que los acompañen por allí, solo para ver que los agentes involucrados, además de saber lo sucedido, están del lado del juez. La pareja escapa cuando los incendios del carbón acumulado en el subsuelo provocan un derrumbamiento que destruye Valkenvania. Chris y Diane regresan a Nueva York, pero Chris ve al juez en televisión mostrando el permiso de conducir de Chris y anunciando que él y su familia planean mudarse con su nuevo yerno a Nueva York.

## Reparto
- Chevy Chase es Chris Thorne.
- Dan Aykroyd es Alvin 'J.P.' Valkenheiser.
- John Candy es Dennis/Eldona.
- Demi Moore es Diane Lightson.
- Valri Bromfield es la señora Purdah.
- Taylor Negron es Fausto Squiriniszu.
- Bertila Damas es Renalda Squiriniszu.

## Acogida
La película recibió críticas negativas. Chris Hicks de Deseret News escribió: «Aunque Aykroyd parece tener el momento de su vida como el juez, Chase, Candy, y Moore parecen mucho menos animados de lo usual [y] algo humillados en algunas escenas». Escribiendo para The New York Times, Vincent Canby criticó el libreto de Aykroyd, creyendo que su narrativa tenía «cabos sueltos», y dijo que «la película se ve menos graciosa que cara». The Hollywood Reporter criticó la comedia de la película, considerándola como a «nivel de sketch». El crítico del Los Angeles Times Peter Rainer escribió, «si estás de humor para ser golpeado con chistes viejos, podría ser apropiadamente divertida. Ocasionalmente, los talentos del reparto se abren paso a través de la neblina de errores y rutinas recordadas.»
Lou Cedrone, escribiendo para The Baltimore Sun, dijo que «si hay una risa aquí, pasa desapercibida». El crítico del Chicago Tribune Dave Kehr escribió que «Valkenvania se ofrece para ser uno de los desastres legendarios del negocio del cine, una película tan aburrida, tan insípida y tan dolorosa de ver que no puedes quitártela encima de tus ojos». Jay Boyar, de Orlando Sentinel escribió: «El problema es que el director neófito parece creer que ser asqueroso, en sí mismo, es suficiente. Incluso John Waters, en su periodo de Pink Flamingos, sabía que el ingenio también era necesario. Además, Waters era genuinamente escandaloso en una forma perturbadoramente original. La grotesquería de la película de Aykroyd me recordó a un niño perturbado tratando de asquear a un amigo en el patio». Candice Russel de Sun-Sentinel, escribió que «este mezquino esfuerzo de Aykroyd prueba que él no puede escribir una comedia efectiva. Si él esta actuando, debería dejar la dirección a alguien más». Hal Hinson de Washington Post definió a la película como «nada más que problemas y agonía y dolor y sufrimiento y un molesto, tóxicamente aburrido mal gusto. No es nada si no miserable».
En la página Rotten Tomatoes la película cuenta con un 5% de aprobación. El crítico Nathan Rabin se refirió a la cinta de la siguiente manera: «Aykroyd ha creado con amor y meticulosidad un mundo de pesadilla horrible y grotesco que nadie en su sano juicio querría visitar la primera vez, y mucho menos volver a él». IGN tituló a Nothing but Trouble como la peor película de Dan Aykroyd.